# Кутон, Жорж
Жорж Огю́ст Куто́н (фр. Georges Auguste Couthon; 22 декабря 1755, Орсе (Пюи-де-Дом), Овернь, Франция — 28 июля 1794, Париж, Франция) — французский адвокат и политик, деятель Великой французской революции 1789—1792 годов. В период с 21 декабря 1793 года по 5 января 1794 года исполнял обязанности председателя Национального Конвента, где совместно с М. Робеспьером и Сен-Жюстом составлял так называемый монтаньярский триумвират.

## Биография
Был адвокатом в Оверни. Вследствие заболевания нейросифилисом, страдал параличом обеих ног. Сначала передвигался с помощью трости или двух костылей. После полного отказа ног передвигался в механическом кресле, которое приводилось в движение с помощью двух рукояток, приделанных к подлокотникам (зубчатая передача передавала движения на колёса). В настоящее время «кресло Кутона» находится в музее.
В 1791 году написал комедию «Обращённый аристократ», направленную на защиту конституционной монархии. Неудачная попытка Людовика XVI бежать из Парижа и его пленение изменили взгляды Кутона: он предложил местному клубу послать Национальному собранию адрес о необходимости низложения короля.
Избранный в члены Законодательного собрания, Кутон с самого начала резко заявил о своих антимонархических воззрениях. В Конвенте он подал голос за казнь короля без апелляции к народу и без отсрочки. Здесь он сблизился с Робеспьером, влиянию которого и подчинился. В качестве члена Комитета общественного спасения участвовал в военных операциях в восставшем Лионе, в котором затем был проконсулом, не приводя, однако, в исполнение декрета Конвента, по которому этот город должен был быть разрушен, и вообще отличаясь сравнительной умеренностью.
В период с 21 декабря 1793 года по 4 января 1794 года Кутон был председателем Национального Конвента. По его инициативе был принят закон от 10 июня 1794 года, дозволявший почти без суда гильотинировать всех «подозрительных». Этим же законом отменялся институт адвокатуры, что Кутон объяснял следующим образом: «Виновные не имеют права на это, а невиновным они не нужны» (фр. Les coupables n'y ont pas droit et les innocents n'en ont pas besoin).

Его речь, произнесённая в Якобинском клубе, заключавшая в себе неопределённые указания на необходимость очистить Конвент от «четырёх или пяти негодяев», послужила одним из поводов к перевороту 9 термидора. На другой день Жорж-Огюст сделал попытку заколоть себя кинжалом, что, впрочем, не спасло его от гильотины. 28 июля (10 термидора) 1794 года в половине шестого вечера 27 осуждённых, в число которых входили братья Робеспьер, Кутон и Сен-Жюст, были казнены на площади Революции.

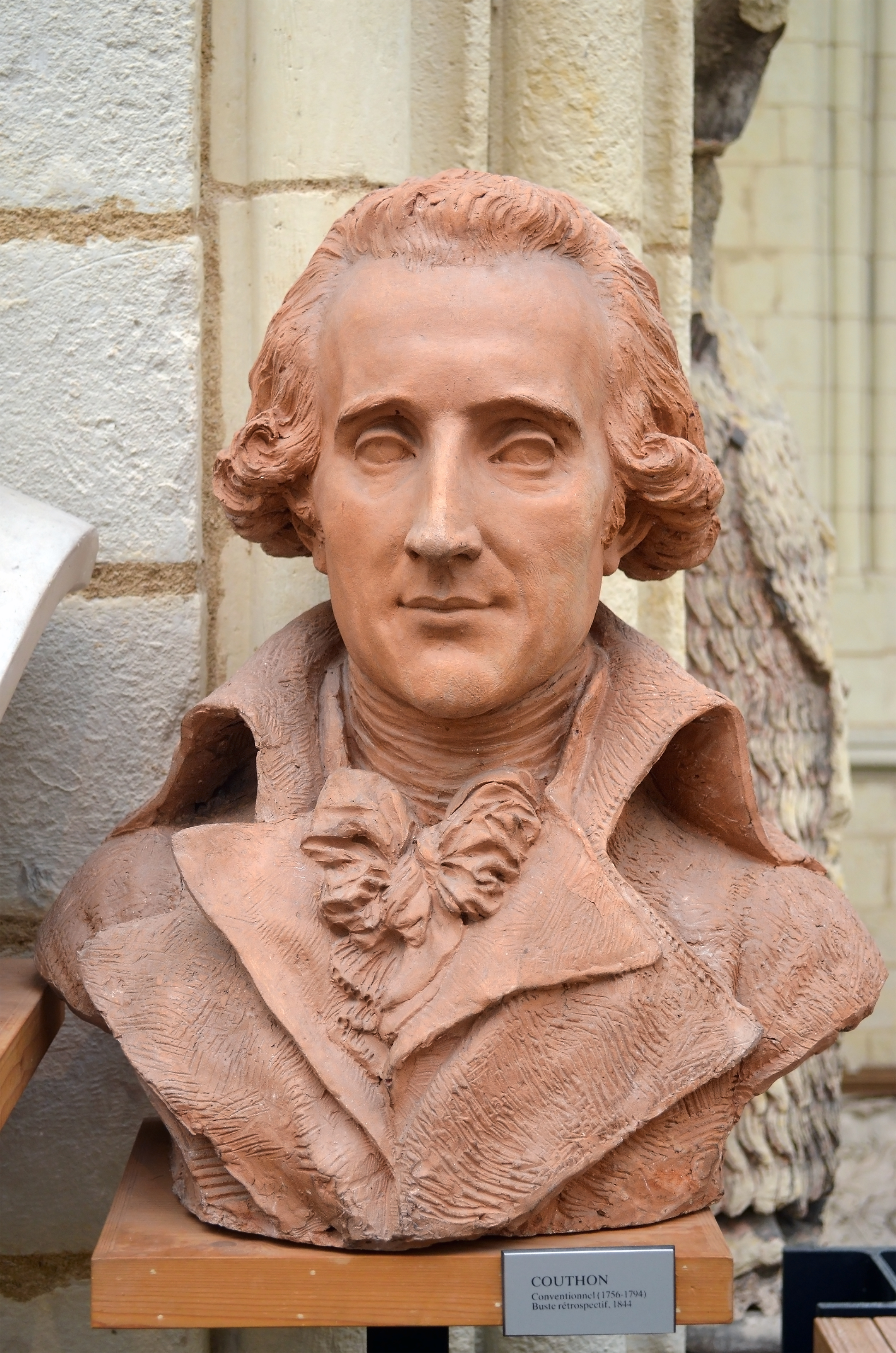
Бюст Кутона авторства Давида д’Анже

Известно, что Жорж-Огюст имел любовную связь вне брака. Его любовницей являлась некая Сюзанн Реванж де Вийяр (фр. Suzanne Revange de Villard; 1753—1814).

## В кинематографе
- Франсуа Вижье[фр.] — «Наполеон» (немой, Франция, 1927)
- Фред Персонн — «Сен-Жюст и сила обстоятельств» (Франция, 1975).
- Тадеуш Хук — «Дантон» (Франция, 1982).
- Брюс Майерс — «Французская революция» (Франция, Италия, ФРГ, Канада, Великобритания, 1989).
- Франсуа Бюрелу — «Пришельцы 3: Взятие Бастилии» (Франция, 2016). Режиссёр Жан-Мари Пуаре.